# صفيراء صغيرة الثمار
صفيراء صغيرة الثمار (الاسم العلمي:Sophora microcarpa) هو نوع من النباتات يتبع جنس الصفيراء من فصيلة البقولية.